# هوذة الحنفي
هوذة بن علي بن ثمامة بن عمرو الحنفي من بكر بن وائل، ملك اليمامة في نجد، و شاعر بني حنيفة وخطيبها قبيل الإسلام وفي العهد النبوي، كان ملكا نصرانيا حكم إقليم اليمامة النجدي (منطقة الرياض حاليًا) وسيد من أسياد العرب، وزعيم بني حنيفة في الجاهلية، وشاعر ذو قدر عالٍ في قومه، له شرف وذكر، وصاحب تاج ورأي وحيلة.

## نسبه
هو: هوذة بن علي بن ثمامة بن عمرو بن عبد العزى بن سحيم بن مرة ابن الدول بن حنيفة بن لجيم بن صعب بن علي بن بكر بن وائل بن قاسط بن هنب بن أفصى بن دعمي بن جديلة بن أسد بن ربيعة بن نزار بن معد بن عدنان. وأمّه هالة بنت جاسر بن جبير بن حاتم بن علي بن مالك بن حنظلة بن زيد مناة بن تميم بن مر بن إد بن طابخة بن إلياس بن مضر بن نزار بن معد بن عدنان.

## نبذة عنه
ولد في مدينة حجر اليمامة في إقليم نجد عام 551 للميلاد. لعائلة مسيحية ذات عز وجاه. في يوم الصفقة (يوم المشقر) تعاون الملك هوذة بن علي الحنفي مع أساورة كسرى أنو شروان لإيصال عير له تحمل نبعًا إلى عمال كسرى باليمن حتى إذا كانوا بنطاع فساروا بني تميم اليهم واخذوا ما كان معهم واقتسموه وقتلوا عامة الأساورة وسلبوهم، واسروا الملك هوذة بن علي، فأشترى هوذة نفسه بثلاثمئة بعير، فساروا معه إلى هجر واخذوا منه فداءه.
وفي ذلك يقول الشاعر:
وكان هوذة رجلًا جميلًا شجاعًا لبيبًا دعا له كسرى أنو شروان بكأس من ذهب فسقاه فيها، وأعطاه إياها، وكساه قباء من ديباج منسوجًا بالذهب واللؤلؤ - القباء: ثوث يلبس فوق الثياب - وقلنسوة قيمتها ثلاثون ألف درهم، ودعا بعقدٍ من در فعقد على رأسه (فسمي لذلك هوذة ذا التاج).

## علاقته مع كسرى
كان الملك هوذة بن علي يخفر قوافل كسرى عند مرورها بديار بني حنيفة في اليمامة في نجد ، وهي في طريقها إلى نجران واليمن، وكان يتردد إلى كسرى في مجلسه، ويزوره في المهمات. وفي إحدى هذه الزيارات أكرمه كسرى، وكساه قباء ديباج منسوج بالذهب واللؤلؤ، وقلنسوة مزينة بالدر والجواهر، فكان يلبسها؛ لذلك سمي ذا التاج ، واشتهر حديث هوذة مع كسرى حين سأله عن أولاده، وأيهم أحب إليه، فقال: «غائبهم حتى يقدم، وصغيرهم حتى يكبر ومريضهم حتى يبرأ» ، وشارك هوذة في وقائع قومه وأيامهم في الجاهلية، وخاصة مع بني تميم في يوم الصفقة، فقد أقنع الفرس بأخذ ما يعطى لبني تميم مقابل حمايتهم لقوافل كسرى في ديارهم، على أن يرافق القوافل ويحميها حتى وصولها إلى نجران، وعندما علم بنو سعد من تميم بما فعله، اعترضوا القافلة، وقتلوا حاميتها من الفرس وسلبوها، وأسروا هوذة، فافتدى نفسه بثلاثمئة بعير، وأحسن أمر من بقي من الحامية الفارسية، وانطلق بهم إلى كسرى، وأخبره بما حصل، فضم إليه كسرى جيشاً من الأساورة، واستطاع هوذة بمكيدة دبرها الإيقاع ببني تميم في يوم الصفقة، فقد كانت عداوته لهم شديدة، لقتلهم والده ولأسره، وعبر عن هذه العداوة بقوله لكسرى: «بيني وبينهم حساء الموت».

## وصف الأعشى له
وصف الشاعر الأعشى هيئة ملك اليمامة هوذة ولباسه، وذكر مكانته وبعض الأحداث التي برز فيها، فقال:
| هوذة الحنفي | أنضيتها بعد ما طال الهباب بها تؤم هوذة لا نكساً ولا ورعـــــا يا هوذَ إنك من قوم ذوي حسب لا يفشلون إذا ما آنسوا فزعـــــا من يلق هوذة يسجد غير متئب إذا تعصب فوق التاج أو وضـــعا له أكاليل بالياقوت زينـــها صواغها لا ترى عيباً ولا طبعــا فاسأل تميماً به أيام صفقتهــــــم لما رآهم أُسارى كلهم صرعـــــا | هوذة الحنفي |

## هجاء جرير له
كان الملك هوذة مع قومه بني حنيفة في عيش رغيد باليمامة، فأرضهم خصبة غنية بالمياه و بها نخل كثير و كانت تلقب ب(حديقة العرب)، لأن العرب تنتجعها للمؤونة و كانت اليمامة تصدر القمح إلى مكة قبل الإسلام ، لكن عملهم بالزراعة و التجارة قلل شأنهم في عيون أهل البادية، فقال الشاعر جرير اليربوعي التميمي يهجوا الملك هوذة و قومه من حاضرة اليمامة:
| هوذة الحنفي | أصحاب نخل وحيطان ومزرعة سيوفهم خشب فيها مساحيهــا ذلت وأعطت يداً للسلم صاغـــرة من بعدما كاد سيف الله يفنيها | هوذة الحنفي |

## رسالة النبي إلى هوذة
| ” | " بسم الله الرحمن الرحيم من محمد رسول الله إلى هوذة بن علي سلام على من اتبع الهدى واعلم أن ديني سيظهر إلى منتهى الخف والحافر أسلم تسلم وأجعل لك ما تحت يديك. | “ |

فلما قدم عليه سليط بكتاب النبي صلّى الله عليه وسلّم مختوماً أنزله وحباه وقرأ عليه الكتاب فرد رداً دون رد وكتب إلى النبي صلّى الله عليه وسلّم ما أحسن ما تدعو إليه وأجمله وأنا شاعر قومي وخطيبهم والعرب تهاب مكاني فاجعل إلى بعض الأمر أتبعك.
وأجاز سليطاً بجائزة وكساه أثواباً من نسج هجر فقدم بذلك على النبي صلّى الله عليه وسلّم فأخبره. وقرأ النبي صلّى الله عليه وسلّم كتابه وقال «لو سألني سبابة من الأرض ما فعلت باد وباد ما في يديه».